# Petinomys
Petinomys är ett släkte av flygekorrar med sju till nio arter som förekommer i Sydostasien.
Arterna är:
- Petinomys crinitus (Hollister 1911), Mindanao och mindre öar i samma område
- Petinomys fuscocapillus (Jerdon 1847), södra Indien, Sri Lanka, listas som nära hotad (near threatened)
- Petinomys genibarbis (Horsfield 1822), Malackahalvön, Java, Sumatra, Borneo, listas som sårbar (vulnerable)
- Petinomys hageni (Jentink 1888), Sumatra, Borneo, listas med kunskapsbrist (data deficient)
- Petinomys lugens (Thomas 1895), Mentawaiöarna, listas som starkt hotad (endangered)
- Petinomys mindanensis (Rabor, 1939) Mindanao och mindre öar i samma område
- Petinomys sagitta (Linné, 1766) Java och mindre öar i samma område, listas med kunskapsbrist
- Petinomys setosus (Temminck 1844), Myanmar, Thailand, Malakahalvön, Sumatra, Borneo, listas som sårbar
- Petinomys vordermanni (Jentink 1890), Malakahalvön, Borneo, listas som sårbar

Den minsta arten är Petinomys vordermanni som når en kroppslängd omkring 10 centimeter och därtill kommer en ungefär lika lång svans. Petinomys genibarbis som är den största arten blir däremot cirka 40 centimeter lång (utan svans). Vikten är för de minsta arterna 26 till 58 g och stora arter kan väga cirka 110 g. Beroende på art är ovansidans päls brun-, röd- eller svartaktig och på undersidan varierar pälsfärgen mellan vit och mörkgrå. Jämförd med andra flygekorrar avviker släktets arter i detaljer av kraniets konstruktion. På grund av långa hår vid svansens sidor liknar den i viss mån en fjäder men även på svansens ovansida är pälsen tjock.
Habitatet för alla arter är den tropiska regnskogen. Det finns bara ett fåtal undersökningar men det antas att levnadssättet liknar övriga flygekorrar. Boet ligger i ett hål i träd och på natten letas efter födan som utgörs av nötter, frukter, unga växtskott och antagligen några insekter. För Petinomys genibarbis registrerades en dräktighet som varade i 53 dagar och ungen hade redan päls och öppna ögon vid födelsen. Ungar i andra släkten av flygekorrar föds däremot nakna och blinda.